# شتل-ویتنوورت
شتل-ویتنوورت (به آلمانی: Stelle-Wittenwurth) یک شهر در آلمان است که در دیمارشن واقع شده‌است. شتل-ویتنوورت ۴۷۲ نفر جمعیت دارد.